# شوناو ان در برند
شوناو ان در برند (به آلمانی: Schönau an der Brend) یک شهر در آلمان است که در رن-گرابفلد واقع شده‌است.